# Samuel ibn Tibbon
Ne doit pas être confondu avec Samuel de Marseille.
Samuel ibn Tibbon (hébreu : שמואל בן יהודה אבן תבון Shmouel ben Yehouda ibn Tibbon, en arabe : ابن تبّون), est un rabbin, médecin et philosophe juif provençal des XIIe et XIIIe siècles (Lunel, 1150 - Marseille, 1230).
Il est principalement connu pour ses traductions d'œuvres de littérature rabbinique de l'arabe à l'hébreu, en particulier celle du Guide des égarés de Moïse Maïmonide, qui en a fait le plus illustre des Tibbonides.

## Biographie
Son père, Juda ibn Tibbon, lui donna une éducation juive en littérature rabbinique et d'autres savants de Lunel lui enseignèrent la médecine, l'arabe et les connaissances profanes de son époque. Par la suite il vécut dans plusieurs villes du Sud de la France (en 1199 à Béziers, en 1204 à Arles) et il voyagea à Barcelone, Tolède et même Alexandrie (1210-1213). Finalement il s'installa à Marseille. Après sa mort, son corps fut transporté dans le Royaume de Jérusalem et il est enterré à Tiberiade.

## Écrits originaux
En 1213, alors qu'il se rendait à Alexandrie, il composa à bord Biur meha-Millot ha-Zarot, une explication des termes philosophiques du Guide des Égarés de Maimonide.
Alors qu'il terminait sa traduction en hébreu du Guide (écrit à l'origine en arabe), il rédigea un glossaire alphabétique des termes étrangers qu'il avait utilisés dans sa traduction. Dans l'introduction à ce glossaire il les divise en cinq classes :
1. Les mots pris surtout à l'arabe;
2. Les mots rares que l'on retrouve dans la Mishnah et dans la Gemara;
3. Les verbes et les adjectifs hébreux provenant de substantifs par analogie avec l'arabe;
4. Les homonymes, utilisés avec des sens particuliers ; et
5. Les mots auxquels de nouveaux sens ont été ajoutés par analogie avec l'arabe.

Il donne aussi une liste de corrections qu'il voulait qu'on fît dans les copies de sa traduction du Guide. Le glossaire ne donne pas seulement une courte explication de chaque mot et son origine, mais aussi, dans de nombreux cas, une définition scientifique avec des exemples.
Samuel a écrit un commentaire de la Bible entière, mais seules les parties suivantes sont connues :
- Ma'amar Yikkawu ha-Mayim, un traité philosophique en vingt-deux chapitres sur Gen. I, 9. Il traite des sujets physiques et métaphysiques, interprétant d'une manière allégorique et philosophique les vers de la Bible cités par l'auteur. À la fin du traité l'auteur dit qu'il a été amené pour l'écrire par la diffusion de la philosophie parmi les goïm et l'ignorance de ses coreligionnaires dans les questions philosophiques.
- Un commentaire philosophique de l'Ecclésiaste, cité par Samuel dans le travail précédent (p. 175) et dont il subsiste plusieurs manuscrits.
- Un commentaire du Cantique des cantiques. On trouve des citations de ce travail dans son commentaire de l'Ecclésiaste ; chez Neubauer, Cat. Bodl. Hebr. MSS. No. 1649, 2, fol. 21; et dans le commentaire du Cantique des cantiques dû à son fils. Ils prouvent que ce travail a effectivement existé mais on ignore ce qu'il contenait.

Fervent disciple de Maimonide et de son interprétation allégorique de la Bible Samuel ibn Tibbon estimait que de nombreux récits bibliques devaient être considérés simplement comme des paraboles («meshalim ») et les lois religieuses comme de simples guides (« hanhagot ») pour conduire à une vie spirituelle plus élevée. De telles déclarations, peu communes à son époque, suscitèrent l'indignation des partisans de l'interprétation littérale de la Bible, le parti opposé à Maimonide (voir Maimonide pour plus de détails).

## Traductions
La réputation de Samuel ne se fonde pas tant sur ses écrits originaux que sur ses traductions, en particulier celle du Guide des Égarés de Maimonide, terminée le 30 novembre 1204 à Lunel (le nom en hébreu est More Nevoukhim). Ses adversaires pour se moquer de lui changèrent le titre en Nevoukhat ha-Morim (l'égarement des Maîtres).
Avant d'achever ce travail difficile, Samuel correspondit plusieurs fois avec Maimonide au sujet de certains passages qui posaient problème. Les réponses de Maimonide, dont certaines ont été écrites en arabe puis traduites en hébreu, peut-être par Samuel lui-même, louent la capacité du traducteur et reconnaissent sa maîtrise de la langue arabe, une compétence peu répandue en France. Après avoir donné quelques règles générales pour la traduction de l'arabe en hébreu, Maimonide explique les passages douteux, qu'il rend dans cette dernière langue.
La traduction de Samuel ibn Tibbon est précédée d'une introduction. Comme motif de son entreprise, il signale que ce sont les érudits de Lunel qui lui ont demandé une traduction du Moreh. Au sujet de ce qui l'a aidé dans son travail, il indique la traduction en hébreu faite par son père (qu'il appelle « le Père des Traducteurs »), des travaux sur la langue arabe, et les écrits en arabe de sa propre bibliothèque. Samuel a aussi écrit un index des versets bibliques cités dans le Moreh.

## Caractéristiques de ses travaux
Ce qui caractérise la traduction de Samuel, c'est son exactitude et sa fidélité à l'original. Qu'on approuve ou qu'on désapprouve l'introduction en hébreu d'un certain nombre de mots arabes, et le fait que, par analogie avec l'arabe, il donne à certains mots hébreux des significations différentes de celles reçues par l'usage, il est impossible de nier l'ampleur de son travail.
On admire particulièrement l'habileté avec laquelle il reproduit en hébreu le résumé des idées de Maïmonide, alors qu'il s'agit essentiellement de la langue d'un peuple qui s'exprime en idées concrètes.
Quand survint la lutte entre Maimonistes et anti-Maimonistes, Samuel n'échappa pas au reproche d'avoir diffusé les idées de Maïmonide, son accusateur principal étant Juda al-Fakhkhar.
Samuel a également traduit les œuvres suivantes de Maïmonide:
1. Un traité sur la Résurrection, sous le titre hébraïque Iggeret ou Ma'amar Tehhiyath ha-Metim; 
2. Un commentaire de la Mishnah sur Pirkei Avoth, comprenant l'introduction psychologique, intitulé Shemonah Perakim (les huit chapitres); 
3. Les Treize articles de foi de Maimonide (qui faisaient partie à l'origine de son commentaire de la Mishnah sur le traité du Sanhédrin, 10e chapitre) 
4. Une lettre à son élève Joseph ibn 'Aḳnin,
Samuel a également traduit les écrits suivant d'autres auteurs arabes :

## Référence de traduction
- (en) Cet article est partiellement ou en totalité issu de l’article de Wikipédia en anglais intitulé « Samuel ibn Tibbon » (voir la liste des auteurs).